# Harmony Tan
Harmony Tan (París, 11 de septiembre de 1997) es una tenista profesional francesa. Tiene el ranking WTA más alto de su carrera de 90 en individuales, alcanzado el 4 de abril de 2022, y 302 en dobles, alcanzado el 14 de septiembre de 2020. Tan ha ganado siete títulos individuales y un título de dobles en el Circuito Femenino ITF.

## Trayectoria
Tan nació el 11 de septiembre de 1997 en Francia. Tan es de ascendencia china y camboyana. Tan hizo su debut en el cuadro principal de dobles de Grand Slam en el Abierto de Francia de 2017 después de recibir un comodín para ingresar al torneo; ella y su compañera Audrey Albié perdieron su partido de primera ronda ante la pareja no cabeza de serie de Pauline Parmentier y Yanina Wickmayer.
Tan hizo su debut individual en el cuadro principal del WTA Tour y Grand Slam en el US Open 2018, donde ingresó al cuadro principal gracias a un comodín y perdió su partido de primera ronda ante Eugenie Bouchard 3-6, 1-6.
Tan hizo su debut individual en el cuadro principal del torneo de la serie WTA 125K en enero de 2019 en Newport Beach, donde ganó sus partidos de primera y segunda ronda,(contra Katharina Gerlach y Sachia Vickery respectivamente) antes de perder su partido de tercera ronda contra Taylor Townsend. En mayo de 2019, Tan hizo su debut en el cuadro principal de singles fuera del Grand Slam WTA Tour gracias a un comodín en Estrasburgo; perdió su partido de primera ronda ante la No. 7 Zheng Saisai, 6-7, 6-7.
Tan saltó a la fama el 28 de junio cuando jugaba en su primer Wimbledon. A pesar de que no había avanzado más allá de la segunda ronda en ninguna de sus seis apariciones anteriores en un major, Tan derrotó a Williams, 7-5, 1-6, 7-6 (10-7).